# Oakvale
Oakvale és una població dels Estats Units a l'estat de Virgínia de l'Oest. Segons el cens del 2000 tenia 142 habitants.

## Demografia
Segons el cens del 2000, Oakvale tenia 142 habitants, 58 habitatges, i 45 famílies. La densitat de població era de 127,5 habitants per km².
Dels 58 habitatges en un 29,3% hi vivien nens de menys de 18 anys, en un 48,3% hi vivien parelles casades, en un 20,7% dones solteres, i en un 22,4% no eren unitats familiars. En el 20,7% dels habitatges hi vivien persones soles el 12,1% de les quals corresponia a persones de 65 anys o més que vivien soles. El nombre mitjà de persones vivint en cada habitatge era de 2,45 i el nombre mitjà de persones que vivien en cada família era de 2,73.
Per edats la població es repartia de la següent manera: un 23,2% tenia menys de 18 anys, un 10,6% entre 18 i 24, un 28,9% entre 25 i 44, un 25,4% de 45 a 60 i un 12% 65 anys o més.
L'edat mediana era de 37 anys. Per cada 100 dones de 18 o més anys hi havia 91,2 homes.
La renda mediana per habitatge era de 22.500 $ i la renda mediana per família de 23.750 $. Els homes tenien una renda mediana de 24.375 $ mentre que les dones 22.500 $. La renda per capita de la població era de 9.593 $. Entorn del 9,5% de les famílies i el 19% de la població estaven per davall del llindar de pobresa.

## Poblacions més properes
El següent diagrama mostra les poblacions més properes.